# Le Tonnelier
Pour plus de détails, voir Fiche technique et Distribution.
Le Tonnelier est un court métrage documentaire français réalisé par Georges Rouquier, sorti en 1942.

## Fiche technique
- Titre : Le Tonnelier
- Réalisation : Georges Rouquier
- Image : André A. Dantan
- Animation : Henri Sarrade
- Musique : Henri Sauguet
- Chef d'orchestre : Roger Desormières
- Pays d'origine :  France
- Durée : 23 minutes
- Genre : Documentaire

## Récompenses et distinctions
- Ce court métrage a obtenu le grand prix du film documentaire (Paris, 1943).